# Parandrita capito
Parandrita capito is een keversoort uit de familie dwergschorskevers (Laemophloeidae). De wetenschappelijke naam van de soort werd in 1881 gepubliceerd door Antoine Henri Grouvelle.